# Sven Sercander
Sven Sercander (* 26. Dezember 1966) ist ein ehemaliger deutscher Fußballspieler. Für die Mannschaften Schiffahrt/Hafen Rostock, Hansa Rostock, Kernkraftwerk Greifswald und Motor Stralsund spielte er in den 1980er Jahren in der DDR-Liga.

## Sportliche Laufbahn
Anfang der 1980er Jahre gehörte Sven Sercander zu den besten U-16-Nachwuchsspielern der DDR und bestritt mit der U16-Nationalmannschaft sechs Länderspiele, in denen er vier Tore erzielte.
1984/85 kam er zu seinen ersten Einsätzen in der zweitklassigen DDR-Liga. Für die Betriebssportgemeinschaft (BSG) Schiffahrt/Hafen Rostock absolvierte er sechs der 34 Punktspiele und kam zu seinem ersten Torerfolg in der DDR-Liga. Da die BSG absteigen musste, wechselte Sercander zum DDR-Oberligisten FC Hansa Rostock. Dieser sah Sercander 1985/86 zwar für die Oberligamannschaft vor, stattdessen wurde er nur in der 2. Mannschaft eingesetzt, die in der drittklassigen Bezirksliga spielte. Die 1. Mannschaft stieg derweil ab, und Sercander wurde für die Saison 1986/87 offiziell für die Bezirksligamannschaft gemeldet. Trotzdem kam er in zwei DDR-Liga-Spielen der 1. Mannschaft als Einwechselspieler im Mittelfeld bzw. im Angriff zum Einsatz. Hauptsächlich spielte er in der Bezirksliga und verhalf der 2. Mannschaft schließlich zum Aufstieg in die DDR-Liga, nachdem auch die 1. Mannschaft wieder in die Oberliga zurückgekehrt war. Für die Spielzeit 1987/88 plante der FC Hansa Sercander weiter für die 2. Mannschaft als Stürmer ein. Dieser bestritt 13 der 17 DDR-Ligaspiele der Hinrunde und kam zu drei Torerfolgen. 
Zu Beginn der Rückrunde wurde Sercander im Rahmen eines Kooperationsvertrages zum DDR-Ligisten BSG Kernkraftwerk Greifswald delegiert. Dort wurde er als Stürmer in weiteren 13 Ligaspielen eingesetzt, in denen er ein Tor erzielte. Auch in der Saison 1988/89 spielte Sercander wieder im Angriff der Greifswalder, kam aber nur bis 21. Spieltag zum Einsatz, bestritt in dieser Saison nur 16 Ligaspiele und blieb ohne Torerfolg. 
Für die Saison 1989/90 plante die BSG KKW zwar wieder mit Sercander, er spielte aber nicht mehr für die Kernkraftwerker. Stattdessen schloss er sich dem Ligakonkurrenten Motor Stralsund an, bei dem er elf DDR-Liga-Spiele ohne Tor bestritt. Nach der Öffnung der Grenzen infolge der politischen Wende wandte sich Sercander gen Westen und schloss sich dem SV Sereetz an, mit dem er in der Verbandsliga Schleswig-Holstein spielte. Im höherklassigen Fußball trat er nicht mehr in Erscheinung, sodass es bei seinen 61 Spielen in der DDR-Liga mit fünf Toren blieb. Sercander blieb auch nach dem Ende seiner aktiven Laufbahn in Sereetz, wo er weiter als Trainer beim Sportverein wirkte.